# Landtagswahlkreis Heidenheim
Der Landtagswahlkreis Heidenheim (Wahlkreis 24) ist ein Landtagswahlkreis in Baden-Württemberg. Er umfasst den Landkreis Heidenheim mit den großen Kreisstädten Heidenheim und Giengen, den Städten Herbrechtingen und Niederstotzingen, sowie den Gemeinden Gerstetten, Steinheim/Albuch, Königsbronn, Nattheim, Sontheim/Brenz, Dischingen und Hermaringen (geordnet nach abnehmender Einwohnerzahl). Bei der Landtagswahl am 14. März 2021 waren 92.576 Einwohner wahlberechtigt, bei der Europawahl am 9. Juni 2024 lag die Zahl bei 93.652 Wahlberechtigten.

## Wahl 2026
Für die Landtagswahl am 8. März 2026 treten die folgenden Kandidaten an:
| Direktkandidat | Partei | Stimmen in % | Landtagswahl 2021 Stimmen in % |
| -------------- | ------ | ------------ | ------------------------------ |
| Clara Resch    | GRÜNE  |              | 25,8                           |
| Michael Kolb   | CDU    |              | 22,4                           |
| Andreas Stoch  | SPD    |              | 20,2                           |
| Jürgen Müller  | AfD    |              | 11,4                           |
| Klara Sanwald  | FDP    |              | 7,7                            |
| Daniel Rolfs   | LINKE  |              | 2,6                            |

## Wahl 2021
Für die Landtagswahl am 14. März 2021 traten die folgenden Kandidaten an:
| Direktkandidat         | Partei       | Stimmen in % | Landtagswahl 2016 Stimmen in % |
| ---------------------- | ------------ | ------------ | ------------------------------ |
| Martin Grath           | GRÜNE        | 25,8         | 26,1                           |
| Magnus Welsch          | CDU          | 22,4         | 25,1                           |
| Jens Schneider         | AfD          | 11,4         | 17,2                           |
| Andreas Stoch          | SPD          | 20,2         | 19,4                           |
| Christian Morgenstern  | FDP          | 7,7          | 5,7                            |
| Florian Vollert        | LINKE        | 2,6          | 2,9                            |
| Thomas Georg Junginger | ÖDP          | 1,7          | 1,2                            |
| Sebastian Niederberger | PARTEI       | 1,7          | –                              |
| Peter Koptisch         | Freie Wähler | 3,3          | –                              |
| Vladimir Ott           | DKP          | 0,2          | 0,2                            |
| Sam Kambach            | dieBasis     | 1,5          | –                              |
| Michael Stein          | KlimalisteBW | 0,7          | –                              |
| Jörg Preusch           | WiR2020      | 1,0          | –                              |

## Wahl 2016
Die Landtagswahl vom 13. März 2016 hatte folgendes Ergebnis:
| Direktkandidat   | Partei    | Stimmen in % | Landtagswahl 2006 Stimmen in % |
| ---------------- | --------- | ------------ | ------------------------------ |
| Bernd Hitzler    | CDU       | 25,1         | 37,8                           |
| Martin Grath     | Grüne     | 26,1         | 18,1                           |
| Andreas Stoch    | SPD       | 19,4         | 29,8                           |
| Annika Bass      | FDP       | 5,7          | 3,1                            |
| Horst Mack       | Die Linke | 2,9          | 3,6                            |
| Kilian Winkler   | REP       | 0,6          | 1,7                            |
| Jens Riesner     | NPD       | 0,5          | 0,9                            |
| Ulrich Schrade   | ödp       | 1,2          | 1,9                            |
| Reinhard Püschel | DKP       | 0,2          | 0,2                            |
| Herbert Krüger   | ALFA      | 0,9          | –                              |
| Heiner Merz      | AfD       | 17,2         | –                              |
| –                | Sonstige  | –            | 2,9                            |

## Wahl 2011
Die Landtagswahl 2011 hatte folgendes Ergebnis:
| Direktkandidat        | Partei    | Stimmen in % | Landtagswahl 2006 Stimmen in % | Landtagswahl 2001 Stimmen in % |
| --------------------- | --------- | ------------ | ------------------------------ | ------------------------------ |
| Bernd Hitzler         | CDU       | 37,8         | 43,4                           | 40,6                           |
| Andreas Stoch         | SPD       | 29,8         | 33,7                           | 39,4                           |
| Elisabeth Kömm-Häfner | Grüne     | 18,1         | 06,7                           | 04,7                           |
| Klaus Bass            | FDP       | 03,1         | 06,6                           | 07,5                           |
| Horst Mack            | Die Linke | 03,6         | WASG: 3,3                      | –                              |
| Marco Geupert         | PIRATEN   | 02,6         | –                              | –                              |
| Erika Wiedmann        | ödp       | 01,9         | 01,4                           | 01,3                           |
| Kilian Winkler        | REP       | 01,7         | 04,1                           | 06,0                           |
| Alexander Neidlein    | NPD       | 00,9         | 00,8                           | –                              |
| Orhan Demir           | BIG       | 00,3         | –                              | –                              |
| Wilhelm Benz          | DKP       | 00,2         | –                              | –                              |
| –                     | Sonstige  | –            | –                              | 00,5                           |

## Abgeordnete seit 1976
Bei den Landtagswahlen in Baden-Württemberg hat jeder Wähler nur eine Stimme, mit der sowohl der Direktkandidat als auch die Gesamtzahl der Sitze einer Partei im Landtag ermittelt werden. Dabei gibt es keine Landes- oder Bezirkslisten, stattdessen werden zur Herstellung des Verhältnisausgleichs unterlegenen Wahlkreisbewerbern Zweitmandate zugeteilt. Die bis zur Wahl 2006 gültige Regelung sah eine Zuteilung dieser Mandate nach absoluter Stimmenzahl auf Ebene der Regierungsbezirke vor.
Den Wahlkreis Heidenheim vertraten folgende Abgeordnete im Landtag:
| Partei | Art des Mandats | Gewählte |
| ------ | --------------- | --- |
| CDU    | Erstmandat      | Werner Baumhauer 1976, 1980, 1984, 1988, 1992 Ingeborg Gräßle 1996, 2001, Mandat niedergelegt am 20. Juli 2004 Bernd Hitzler nachgerückt am 23. Juli 2004, 2006, 2011 |
| SPD    | Zweitmandat     | Günter Moser 1976, Mandat niedergelegt am 11. November 1977 Siegfried Pommerenke nachgerückt 1977, 1980, Mandat niedergelegt am 1. Oktober 1982 Peter Hund nachgerückt am 6. Oktober 1982, 1984, 1988, 1992 Wolfgang Staiger 1996, 2001, 2006, Mandat niedergelegt am 31. März 2009 Andreas Stoch nachgerückt am 1. April 2009, 2011, 2016, 2021 |
| Grüne  | Erstmandat      | Martin Grath 2016, 2021, Mandat niedergelegt am 31. August 2024 Clara Resch nachgerückt am 1. September 2024 |
| AfD    | Zweitmandat     | Heiner Merz 2016 (ab 2020 parteilos) |